# ナイトリンゲン
ナイトリンゲン (ドイツ語: Neidlingen) は、ドイツ連邦共和国バーデン＝ヴュルテンベルク州シュトゥットガルト行政管区のエスリンゲン郡に属す町村（以下、本項では便宜上「町」と記述する）である。この町はシュトゥットガルト地方（1992年まではミッテレラー・ネッカー地方）に含まれる。

## 地理

### 位置
ナイトリンゲンは、シュヴェービシェ・アルプの中部北麓、ランデッカー・マールの東に位置するリンダハ川の谷に位置している。最寄りの大きな街はヴァイルハイム・アン・デア・テックである。ナイトリンゲンはその全域がシュヴェービシェ・アルプ・ビオスフィア（生物圏）の一部となっている。

### 自治体の構成
自治体ナイトリンゲンには、ナイトリンゲンの他に地区はない。町域内にはエルケンベルク城、ヴィンデック城、ハイメンシュタイン、ロイセンシュタイン、リンダハの城趾、イム・ホーフ城趾といった古城がある。

### 隣接する市町村
ナイトリンゲンは、北はヴァイルハイム・アン・デア・テック（エスリンゲン郡）、東はグリュービンゲンおよびヴィーゼンシュタイク（ともにゲッピンゲン郡）、南西はレニンゲン（ショプフロホ地区）、西はビシンゲン・アン・デア・テック（オクゼンヴァング地区）（ともにエスリンゲン郡）と境を接している。

### 土地利用
2020年現在のこの町の用途別土地面積および占有率は以下の通りである。
| 用途         | 面積 (ha) | 占有率 (%) |
| ------------ | --------- | ---------- |
| 住宅用地     | 36        | 2.8        |
| 商工業用地   | 7         | 0.6        |
| レジャー用地 | 4         | 0.3        |
| 交通用地     | 54        | 4.3        |
| 農業用地     | 539       | 42.7       |
| 森林         | 577       | 45.7       |
| 水域         | 6         | 0.5        |
| その他       | 40        | 3.2        |
| 合計         | 1263      | 100.0      |

## 歴史

### 先史時代から古代
リンダハタールではとても古くから定住地が営まれていた。新石器時代の出土品がこれを証明している。リヒテンシュタインとも呼ばれるブッツェンベルクには青銅器時代中期の、エルケンベルクにはハルシュタット時代の防衛施設があったと想定されている。さらにハイメンシュタイン洞窟ではケルト時代の小さな像が見つかっている。この谷を通る道はローマ時代に造られた。

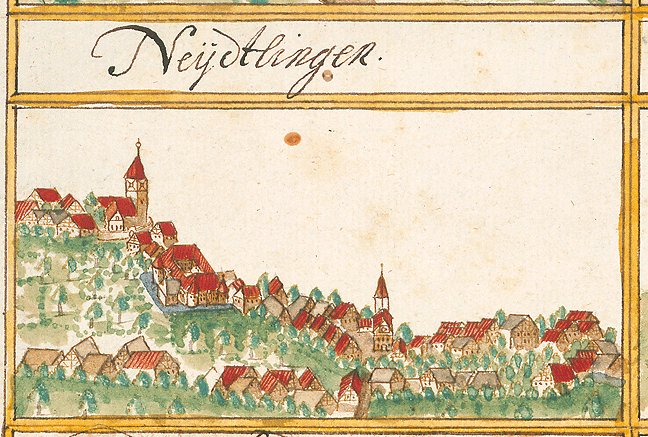
アンドレアス・キーザーによって描かれた1683年頃のナイトリンゲン

### 中世
集落は400年頃にアレマン人によって造られた。集落名は、Nidiloという人名に由来する。ナイトリンゲンは、郡内の他の市町村の多くよりも早くに、Nitlinga という表記で文献記録が遺っている。この集落は、797年にロルシュ文書に初めて記録されている。この集落は中世盛期にはシュヴァーベン公領に属していた。高権は中世後期に何度も交替した。
13世紀からこの町には2つの水城が存在したが、ずいぶん昔に取り壊された。新しい方の城が1517年に取り壊された後、1536年までに数メートル北側に4つの翼廊からなる水城が建設された（アンドレアス・キーザーの絵図に描かれている）。

### 近世・近代
1546年に当時の土地所有者であったフライベルク家は皇帝から流血裁判権を与えられた。これによりナイトリンゲンは帝国直轄領となった。この町は1596年に遺産相続によって最終的にヴュルテンベルク公領となった。旧帝国直轄領からヴュルテンベルクの特殊なアムト（役所）、フォークタイ・ナイトリンゲン（直訳: ナイトリンゲン代官区）が形成された。このフォークタイは、アムト・キルヒハイムとともに19世紀になるまで存続した。
ヴュルテンベルク王国建国後、ナイトリンゲンは当初、1807年に創設されたオーバーアムト・ヴィーゼンシュタイクに編入され、その後オーバーアムト・キルヒハイムに属した。ナチ時代のヴュルテンベルクの郡再編により1938年にナイトリンゲンはニュルティンゲン郡に含まれた。
第二次世界大戦でこの町は、1945年4月20日に敵の戦闘爆撃機の攻撃を受け、建物1軒が火災となり、住民2人が亡くなった。4月21日、ドイツ国防軍はヘプジーザウ＝ナイトリンゲンの十字路でアメリカ軍がアルプ地方へ上るのを阻止しようとした。しかし11時頃に戦車が通過し、ナイトリンゲンにおける戦争は終結した。1945年にこの町はアメリカ管理地区の一部となり、新たに設けられたヴュルテンベルク＝バーデン州に属した。この州は1952年に現在のバーデン＝ヴュルテンベルク州となった。
1972年から1991年に耕地整理が行われた。1973年の郡再編以降、ナイトリンゲンはエスリンゲン郡の一部となっている。

## 住民

### 人口推移
人口調査結果 (*) または州統計局の公式研究結果に基づく人口推移を以下に示す（この町を主たる住所地とする人口）。
| 時期           | 人口（人） |
| -------------- | ---------- |
| 1834年12月3日* | 891        |
| 1871年12月1日* | 878        |
| 1900年12月1日* | 856        |
| 1939年5月17日* | 894        |
| 1950年9月13日* | 1,211      |
| 1961年6月6日*  | 1,151      |
| 1970年5月27日* | 1,387      |
| 1987年5月25日* | 1,602      |

| 時期           | 人口（人） |
| -------------- | ---------- |
| 1995年12月31日 | 1,882      |
| 2000年12月31日 | 1,909      |
| 2005年12月31日 | 1,908      |
| 2010年12月31日 | 1,818      |
| 2015年12月31日 | 1,838      |
| 2020年12月31日 | 1,802      |

## 行政

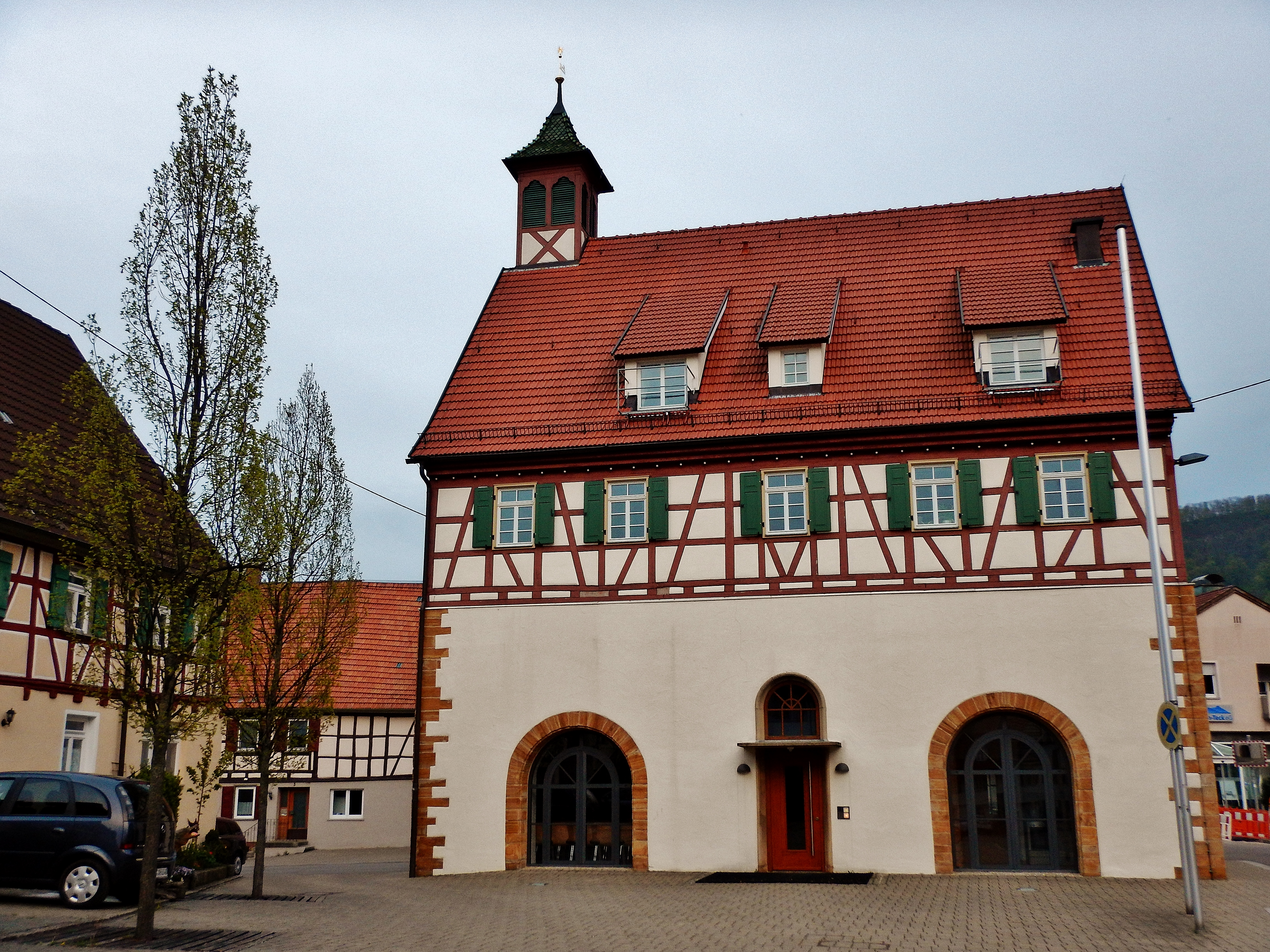
ナイトリンゲンの町役場

### 首長
- 1962年 - 1998年: ウルリヒ・リーカー
- 1998年 - 2014年: ロルフ・カンマーランダー
- 2014年 - 2022年: クラウス・デシュラー
- 2022年 - : ユルゲン・エプラー

2013年12月の町長選挙で刑事のクラウス・デシュラーが 58 % の支持票を獲得した。当時現職のロルフ・カンマーランダーの得票率は 38 % であった。2021年12月19日の町長選挙では、ユルゲン・エプラーが 57.4 % の支持票を得て、ナイトリンゲンの町長に選出された。現職のデシュラーは出馬しなかった。エプラーは2022年2月28日から町長に就任した。

### 議会
ナイトリンゲンの町議会は10議席からなる。町議会は、これらの選ばれた名誉職の議員と議長を務める町長で構成されている。町長は議会において投票権を有している。

### 紋章
紋章は上下二分割されている。上部は銀地で、3つの実をつけた緑色のオークの枝が描かれている。下部は緑地に銀色で N の文字（ナイトリンゲンの頭文字）が書かれている。この紋章は1669年からすでに用いられていた。1807年から1952年までは他の紋章が用いられた。1952年になって、1669年の紋章が再び採用された。

## 経済と社会資本

### 自転車道
ナイトリンゲンは、ボーデン湖からネルトリンゲンに向かってシュヴェービシェ・アルプ全域を通る広域自転車道シュヴェービシェ・アルプ自転車道沿いに位置している。町の高台を、ドイツで最も人気のある広域自転車道の1つでアルプトラウフ沿いにドナウヴェルトからトゥットリンゲンまでを結ぶアルプシュタイク（シュヴェービシェ・アルプ＝ノルトラント＝ヴェークあるいは HW1 とも呼ばれる）や、アーレンからトゥットリンゲンまで6つの区間からなるマウンテンバイクやグラーヴェルバイク向きの広域自転車道であるアルプ＝クロッシングが通っている。

### 教育
ナイトリンゲンには、小さな基礎課程学校が1校ある。

## 文化と見所

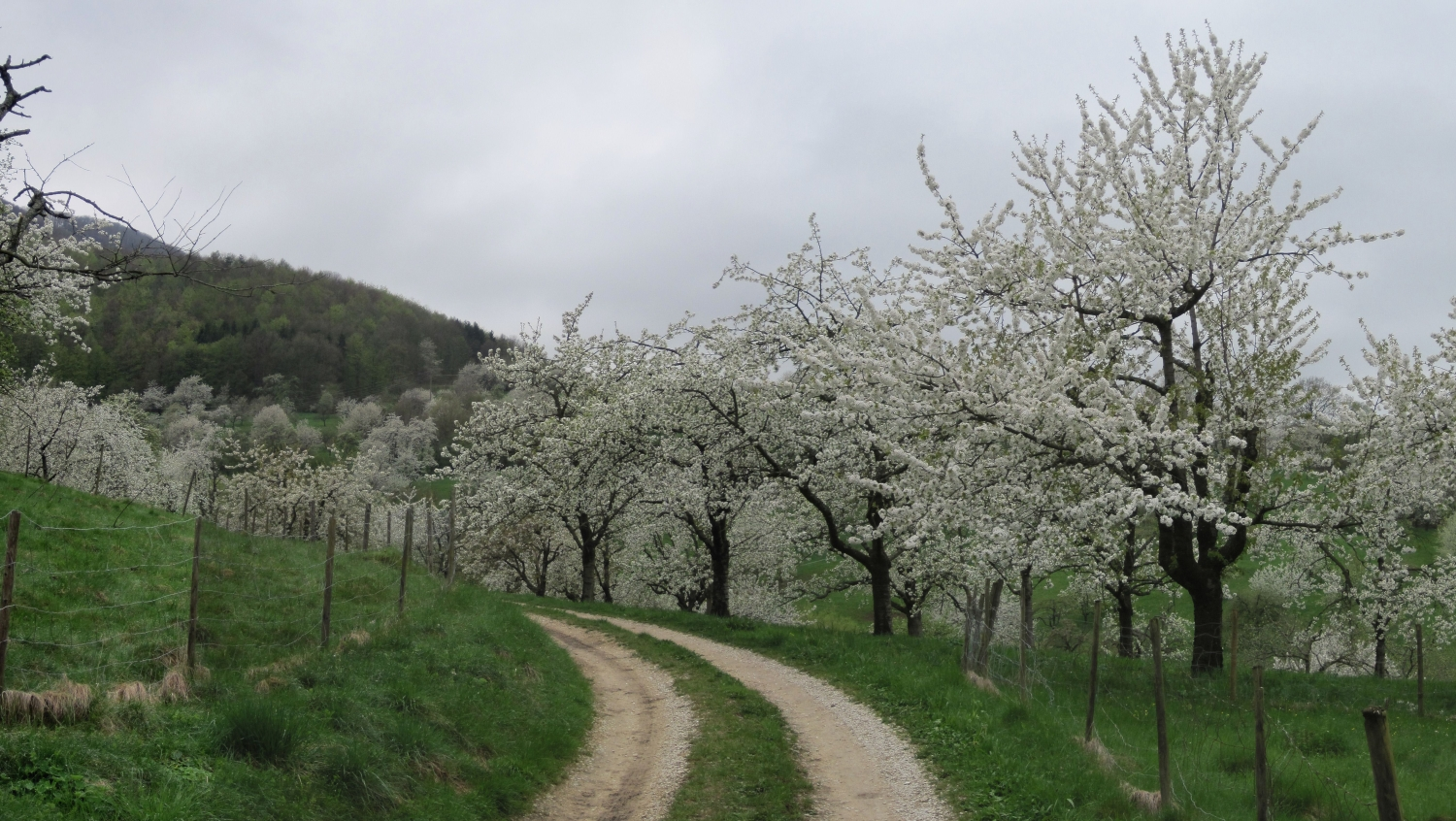
セイヨウミザクラの果樹園。

- ナイトリンガー・タールのセイヨウミザクラの花は、この地域全域に知られている。アルプの肥沃で気候の良い斜面に2万本以上のセイヨウミザクラの木が生育している。
- 谷の裏側には、100年以上前から保護されているバンヴァルト（立ち入りの制限された保安林）プファネンベルクがある。
- ナイトリンゲンのゼーバッハ川沿いには、ドイツで最後に造られたクーゲル水車がある。ここでは周辺の岩から球体が造られている[13]。

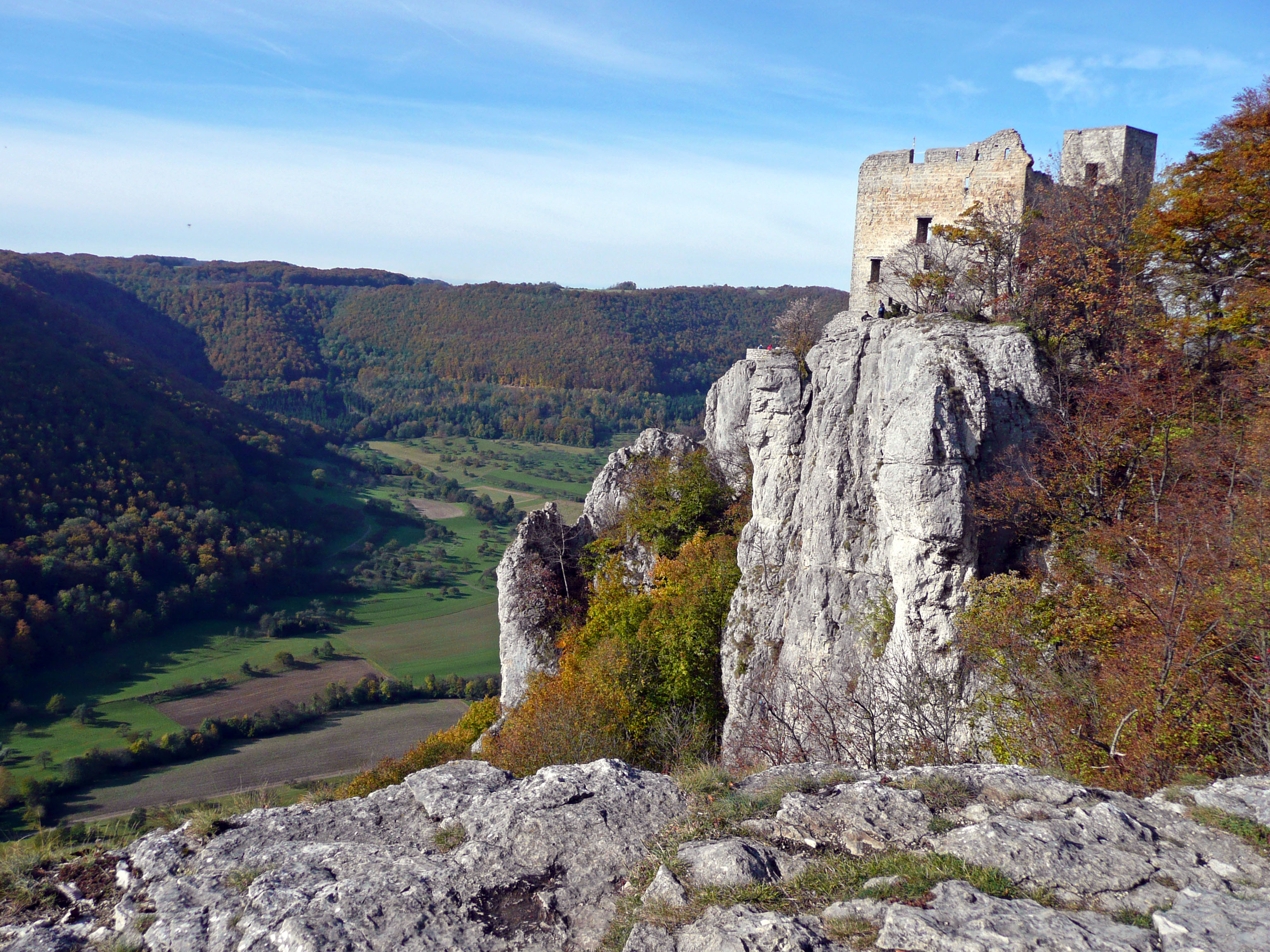
ロイセンシュタイン城址

### 建築

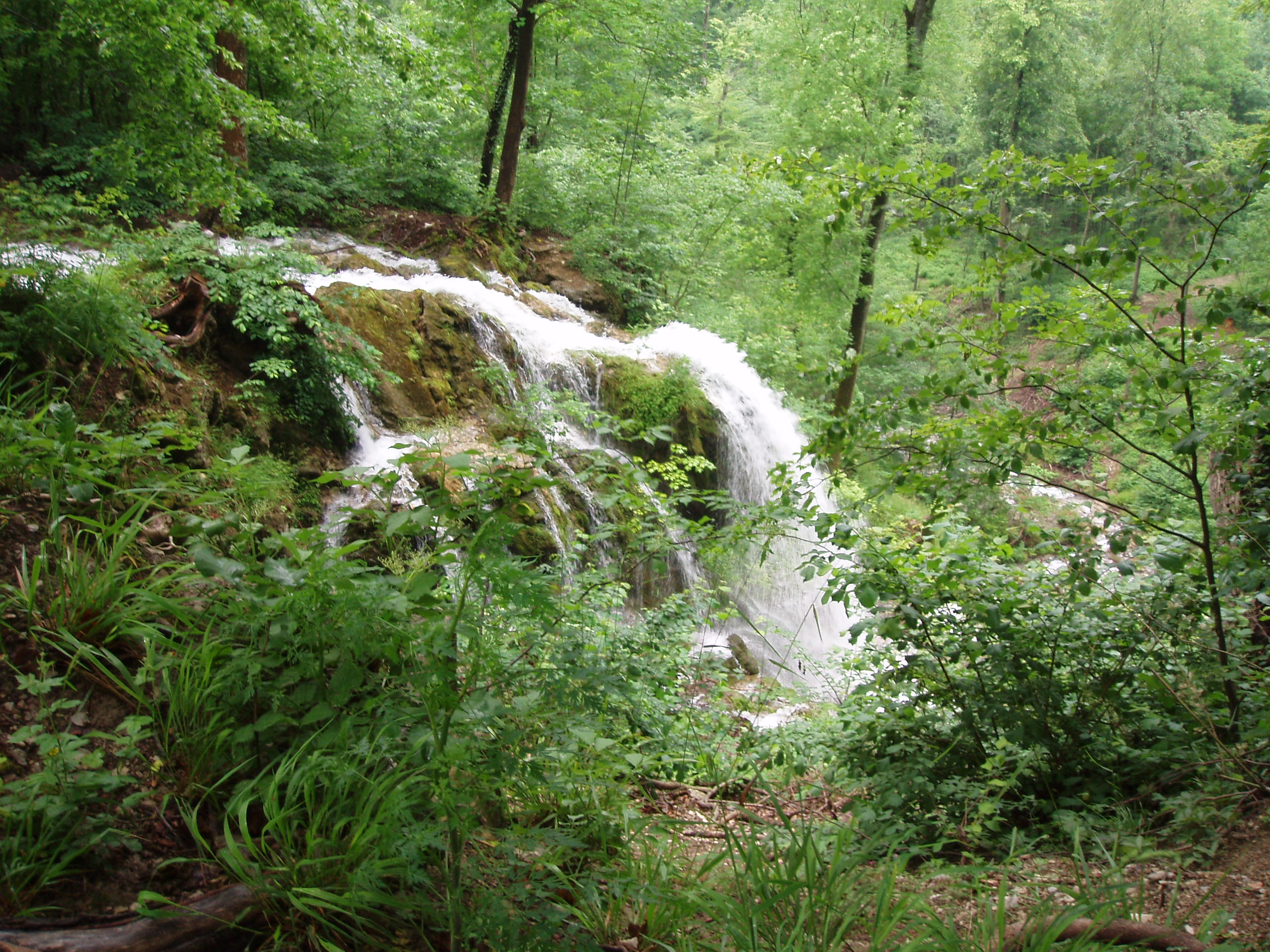
ナイトリンゲンの滝

- ナイトリンゲンの象徴的建造物は、谷からそそり立つ岩山の頂上に建つロイセンシュタイン城趾である。13世紀末に建設され、所有者が何度も交替したこの城は、16世紀になるまでに無人の城となり、荒廃した。
- 町の古い教区倉庫は、1970年代の取り壊しを免れ、現在は公民館として使われている。
- 福音主義教区教会は1746年に城館庭園内に新たに建設された。

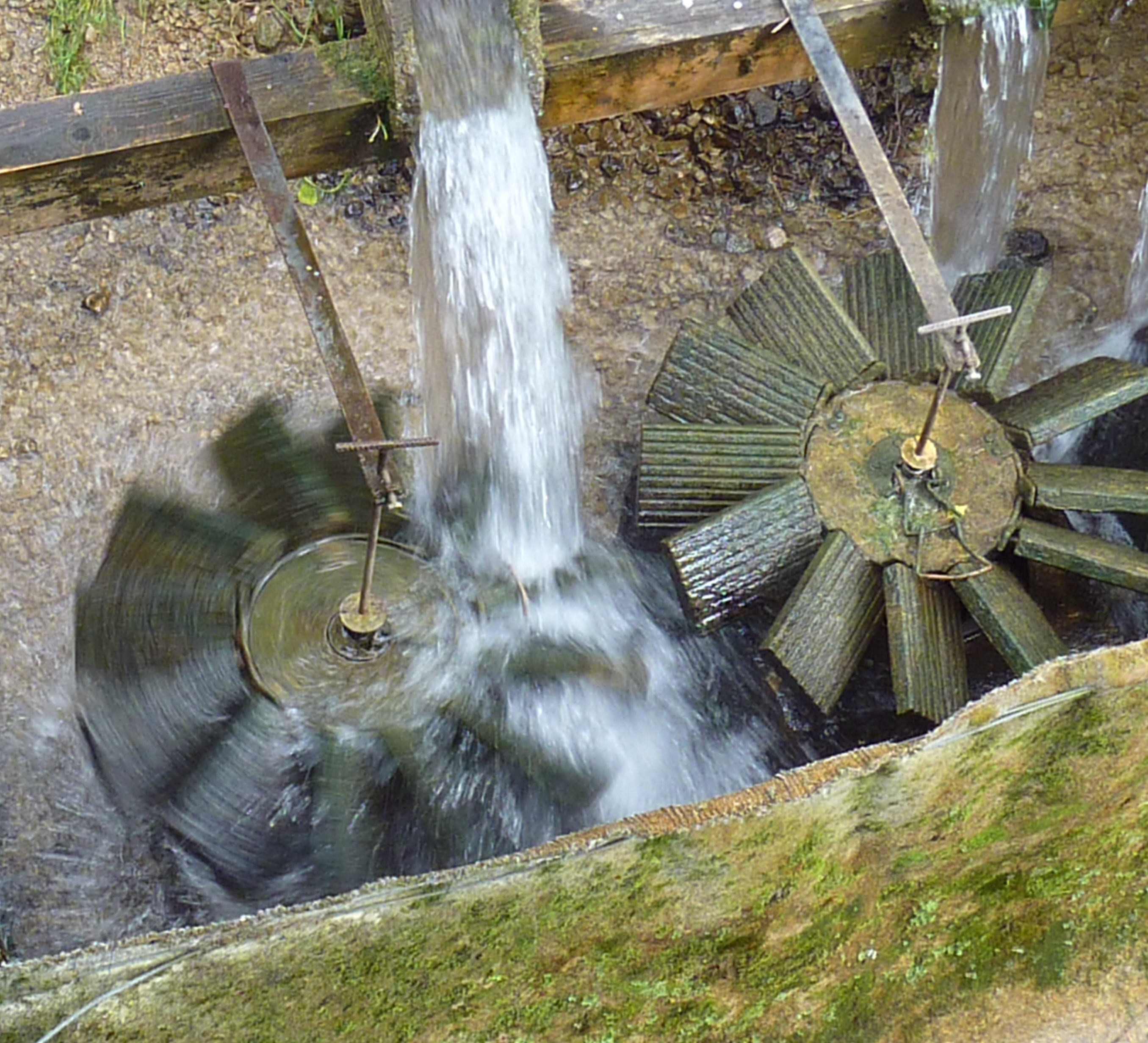
ケーゲル水車
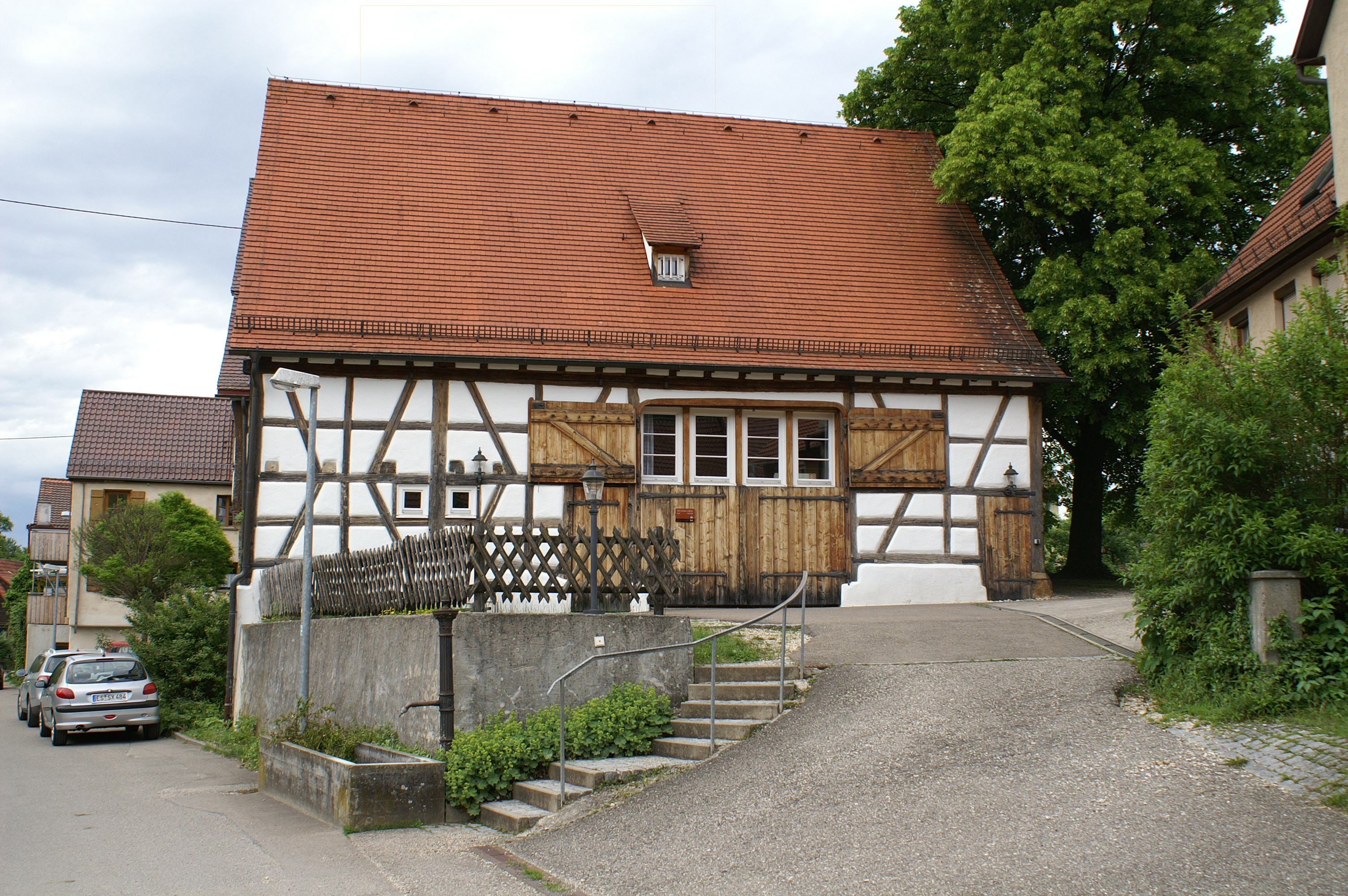
旧教区倉庫
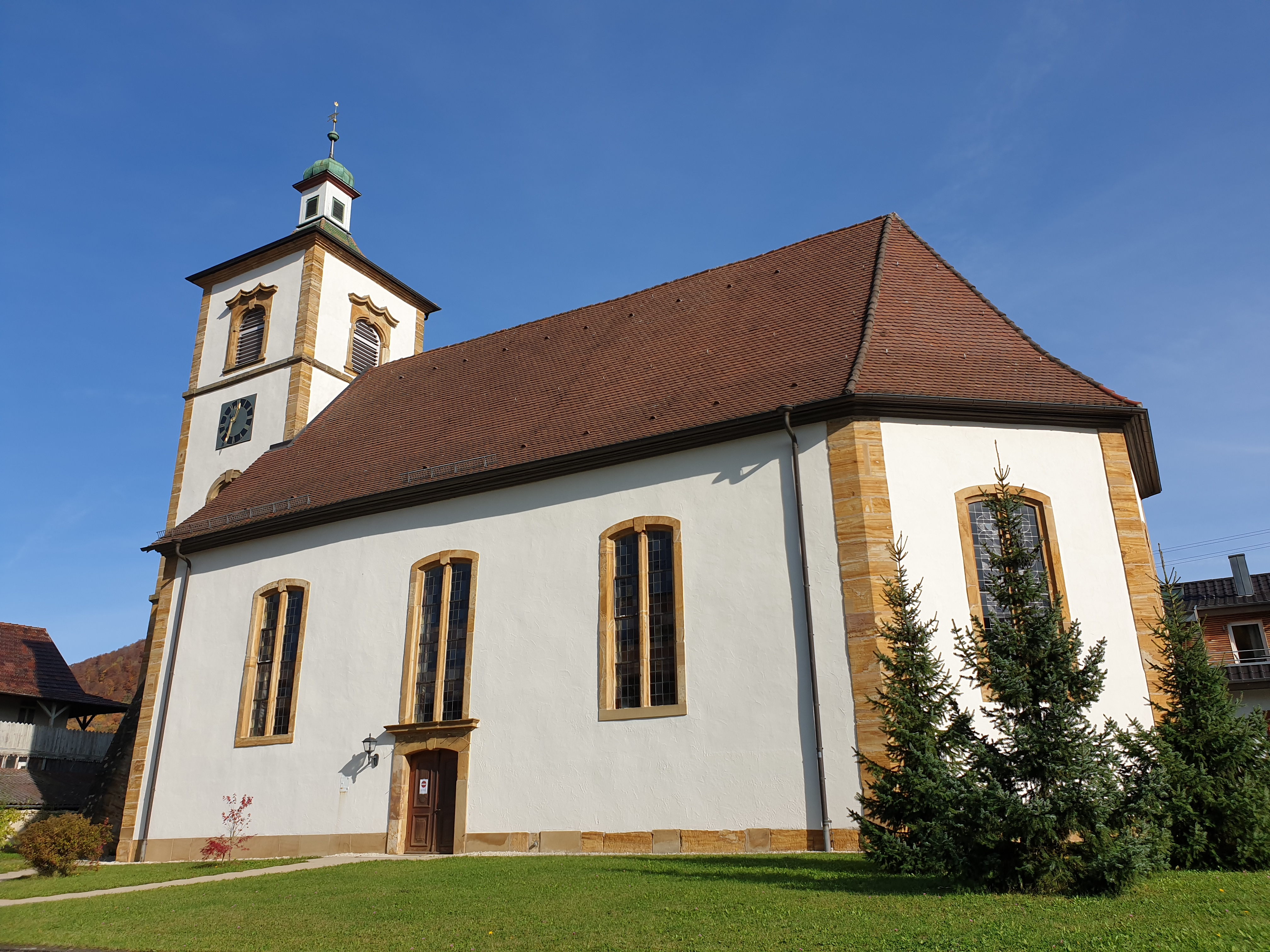
福音主義教区教会

### 自然文化財
- アルプトラウフの森に覆われた急斜面にあるナイトリンゲンの滝は、ロイセンシュタイン城趾のすぐ下にあり、リンダハ川の源流とされている。
- ヴィルヘルム・ハウフの伝説によれば、巨人ハイム・フォン・ハイメンシュタインはロイセンシュタイン城を建てる以前はハイメンシュタイン洞窟に住んでいたとされる。

### スポーツ
ハングライダーやパラグライダーの愛好家には、ナイトリンゲンはその飛行区域として知られている。離陸台は、ナイトリンゲンの東の高台の西斜面にある（高低差 270 m）。
ナイトリンゲン体育クラブ1910には、サッカー、陸上競技、ウィンタースポーツ、インラインスケートの種目があり、住民の半分近くが会員となっている。
この他のスポーツクラブとしては、ナイトリンゲン射撃クラブ1973 e.V. やテニスクラブ・ナイトリンゲン e.V. 1981 がある。

### 年中行事
- ツヴェチュゲンマルクト（直訳: 小売商の市場。毎年9月21日に開催される）
- ツヴェチュゲンマルクト祭（直訳: 村祭り。ツヴェチュゲンマルクト前後の週末）
- アドヴェンツマルクト（第1アドヴェント前の土曜日）

## 関連図書
- Rudolf Moser, ed (1842). “Gemeinde Neidlingen”. Beschreibung des Oberamts Kirchheim. Die Württembergischen Oberamtsbeschreibungen 1824–1886. Band 16. Stuttgart / Tübingen: Cotta’sche Verlagsbuchhandlung. pp. 208–218
- Hans Schwenkel (1953). Heimatbuch des Kreises Nürtingen. Band 2. Würzburg. pp. 668–691
- Landesarchiv Baden-Württemberg i. V., Landkreis Esslingen, ed (2009). Der Landkreis Esslingen, Band 2. Ostfildern: Jan Thorbecke Verlag. pp. 214–225. ISBN 978-3-7995-0842-1
- Christoph J. Drüppel (1997). Gemeinde Neidlingen. ed. Neidlingen: Geschichte der Herrschaft, Vogtei und Gemeinde unter dem Reußenstein. Neidlingen: Gemeinde Neidlingen. ISBN 978-3-925589-16-4